# Diamesa szembekii
Diamesa szembekii är en tvåvingeart som först beskrevs av Maksymilian Nowicki 1873.  Diamesa szembekii ingår i släktet Diamesa och familjen fjädermyggor.
Artens utbredningsområde är Polen. Inga underarter finns listade i Catalogue of Life.